# 特拉諾瓦山
77°31′S 167°57′E / 77.517°S 167.950°E
特拉諾瓦山（英語：Mount Terra Nova）是南極洲的山峰，位於羅斯島，處於埃里伯斯火山和特羅爾山之間，海拔高度2,130米，在1901至1904年由英國探險隊被繪入地圖。